# NWoジャパン
nWo JAPAN（エヌ・ダブリュー・オー・ジャパン）は、かつて新日本プロレスで活動していたヒールユニット。また世間一般にあらためてプロレスを見せつけるためのギミック、主義・主張。1990年代後半に一大ムーブメントとなり、その影響はプロレス界を超えるものとなった。
nWoは「ニュー・ワールド・オーダー（New World Order）」の略称。nWoはアメリカ合衆国のプロレス団体「WCW」で誕生し、蝶野正洋によって「日本支部」的な軍団としてnWoジャパンが設立され、新日本プロレスに進出した。アメリカでは社会現象にもなり、日本でも爆発的ブームとなった1997年度には約43億円の経済効果があったという（電通調べ）。さらに、その年度に「nWo Tシャツ」だけで6億円の売り上げを記録し、新日本プロレスが法人所得で娯楽部門85位にランクインしている。

## 歴史

### nWo JAPAN誕生
1996年7月に、WCWにてハルク・ホーガン、スコット・ホール、ケビン・ナッシュによりnWoが結成される。同年12月にWCW参戦中であった蝶野正洋が、マネージャーのサニー・オノオを裏切りnWoに加盟する。1997年に入り、蝶野はまずスコット・ノートンと合体。nWo自主興行に参戦した後、共に狼群団として活動していたヒロ斎藤、天山広吉 と結託し、nWo JAPANとして本格的に活動を開始する。その後蝶野は武藤敬司のnWo入りを画策、ある時はnWo Tシャツを渡して誘ったり、またある時は背中に黒いスプレーでnWoの文字を書き殴って挑発したりして、手を変え品を変え武藤の引き込みを図った。そして5月に行われた新日本プロレス大阪ドーム大会では、ケビン・ナッシュ、スコット・ホールらのオリジナルメンバー、nWoの仕掛け人エリック・ビショフが参戦し、新日本正規軍を圧倒。さらに数週間後に、WCWのリングでグレート・ムタが正式に加入し、念願のムタ（＝武藤）を仲間に引き入れたnWoジャパンは、一大勢力として新日本プロレスを席巻していくことになる。

### nWo JAPAN vs 新日本プロレス
新日本プロレスでは橋本真也、佐々木健介らが本隊の中心としてnWo軍と抗争することになる。G1 CLIMAXでは健介が、IWGP王座でも橋本がnWoメンバーの挑戦を退ける。蝶野とムタはWCW、新日本を行き来していたため、2人が抜けた時は圧倒的に不利な状況であった。さらにムタがメンバーとの仲間割れにより一時期離脱し、nWo解散の危機が生じるも、1997年9月に武藤としてnWoに加入することになる。10月にはnWoタイフーンなる新シリーズをも開催し、そこで蝶野・武藤のタッグでIWGPタッグ王座の奪取に成功した。また、年末のSGタッグリーグでも優勝を果たしている。IWGPヘビー級王座の奪取には失敗したものの、蝶野は1997年度のプロレス大賞MVPを獲得するなど勢いはnWoにあった。
1998年に入り、藤波辰爾のIWGP王座取得や天龍源一郎の参戦→越中詩郎が当時率いていた平成維震軍との共闘により、標的を藤波や平成維震軍に向ける。武藤が膝の手術のため欠場しタッグ王座を返上することになるが、蝶野・天山組が新王者決定トーナメントで獲得に成功。しかし7月のシリーズでの初防衛戦で天龍・越中組に敗れ王座転落となってしまった。8月には蝶野がIWGPヘビー級王座の初戴冠に成功、第22代王者となった。しかし、翌月のシリーズの途中、蝶野が首の負傷により長期欠場をすることになってしまい、王座返上を余儀無くされたものの、同シリーズの最終戦で蝶野の初防衛戦の相手に指名されていたスコット・ノートンが当時海外遠征から帰国して間もない永田裕志との新王者決定戦で勝利した。

### 黒の抗争
蝶野の離脱により武藤がnWoの指揮を執ることになる。しかし、10月大会でビッグ・タイトンが中西学にやられているところを武藤は見殺しにしてしまう。この一件で天山、ヒロが激怒し、翌日の大会では武藤がピンチのところを逆に見殺しにされてしまい、nWoジャパンに不穏な空気が流れる。さらに武藤が勝手に小島聡をメンバーに入れたことで、ますます溝が深まってしまう。その後、武藤は小島をパートナーにSGタッグを優勝する活躍を見せる。解散することはなかったが、天山、ヒロだけでなく、欠場中の蝶野も武藤の勝手な言動に不快感を表すようになった。
1999年1月4日東京ドーム大会で、武藤はノートンを下しIWGP王座を獲得、天山・小島組もIWGPタッグを獲得し、nWoが再び団結するものと思われたが、武藤と蝶野はリング外で舌戦を繰り広げる。そして2月に蝶野は、武藤nWoには戻らず野上彰とタッグを結成し復帰。ドン・フライらを加えTEAM 2000と名乗りnWoの覇権争いが始まる。しかし、WCWの本家nWoは1999年に入ってから、ホーガンの復帰やデニス・ロッドマンの3度目の参戦などで一時的には盛り上がったものの、ホーガンは離脱し、ロッドマンは逮捕されるという不運にも見舞われ、さらにWWFの人気爆発により経営が行き詰っていた。そんな中、武藤は1999年度に自身2度目のプロレス大賞MVPを獲得したが、nWoというよりは個人戦での成績からの選出であった。

### nWo JAPANの終焉
2000年1月4日東京ドーム大会。「黒の頂上決戦」と名付けられ、ついにnWo JAPANのボス武藤とT2000の総帥蝶野が直接対決。周りの空気からは負ければ軍団の解散は避けられないものであった。結果、蝶野がクロス式STFにて武藤に勝利し、この結果を受け武藤nWoのメンバーだった天山、小島、ヒロがTEAM 2000に加入。nWo JAPANは解散することになった。WCWではブレット・ハートが起こしたnWo2000なるものが結成されたが、マンネリが酷くその後浮上することなくWCW崩壊の要因になってしまった。

## テーマ曲
nWoを看板にした、新日本プロレスの1997年10月シリーズ「nWo TYPHOON」から、nWo JAPAN独自のテーマ曲が4曲、そしてサウンドロゴが作られ、たびたび会場で使用された。
- YO! YO! YO!
- FLAMES OF FREEDOM
- BLACK IS BLACK
- BLACK MAGIC TRUTH

4曲は作曲者は異なるがラップの歌詞は同一である。
- nWo SOUND LOGO

サウンドロゴは蝶野、武藤、天山、ヒロ、nWoスティングのテーマ曲に前奏として付けられたほか、スコット・ノートンのテーマ曲にもミックスされて使用された。

## 台湾
nWo JAPANの人気は台湾にも飛び火しており、1998年に武藤と蝶野がイベントに参加するため訪台した。元々台湾は日本のプロレスが放映されていて非常に人気は高く、イベントには雨にもかかわらず数百人の観客が集まった。またファンである政治家、俳優、歌手の人達の顔も見られ、その中でも、大のプロレスファンであった人気ロック歌手伍佰は特に有名である。伍佰はその後、日本で武藤とも対面しており、武藤に入場曲をプレゼントするなど親交が深い。

## メンバー
- 蝶野正洋
- 武藤敬司（グレート・ムタ）
- 天山広吉
- 小島聡
- ヒロ斎藤
- スコット・ノートン
- バフ・バグウェル
- nWoスティング
- ブライアン・アダムズ
- ビッグ・タイトン
- マイケル・ウォールストリート

その他
- マサ斎藤 - 正式なメンバーではないがテレビ出演時に必ずnWoのTシャツを着用していた。
- 永田裕志 ‐ WCWのハウスショーで航空機トラブルで欠場したバグウェルの代打として一度だけnWoとして登場した[2]。

## サポートメンバー
nWo JAPANはプロレス以外の分野とのメディアミックス戦略も行っていた。そのため蝶野らのメンバーによってプロレスラー以外の職業人もnWoの構成員としての「認定」が行われていた。以下の人物は全て蝶野らメンバーの公認・追認、もしくはテレビ番組の企画によってメンバー入りした者である。なお当時の高校球児の一部もスポーツ新聞や専門誌などを通じてnWo入りを志願していたが、こちらに関しては蝶野が「学生の本分に反する」との理由で丁重に断っている。他にもK-1選手のピーター・アーツが1997年にnWoのTシャツを着ていたことから話題になったが、メンバー入りはしなかった。これは所属していたチャクリキジムを脱退したアーツに、当時K-1とプロレスとのクロスオーバーを目論んでいた石井館長が戦略のために着せていたと言われている。
野球部門（所属は当時）
- 三浦大輔（横浜ベイスターズ）※1998年1月4日のドーム大会で選手と一緒に入場
- 鈴木尚典（横浜ベイスターズ）※1998年1月4日のドーム大会で選手と一緒に入場
- 万永貴司（横浜ベイスターズ）
- 井上純（横浜ベイスターズ）
- 山本昌（中日ドラゴンズ）
- 山崎武司（中日ドラゴンズ）
- 前田幸長（中日ドラゴンズ）

サッカー部門（所属は当時）
- 中山雅史（ジュビロ磐田）
- 岡野雅行（浦和レッズ）

相撲部門
- 千代大海

競輪部門
- 吉岡稔真
- 山田裕仁
- 山口幸二

ライダー部門
- 北川圭一
- 菊池寛幸
- 加藤義昌

その他
- DAITA（SIAM SHADE）
- 辻よしなり（アナウンサー）
- 草彅剛
- ユースケ・サンタマリア